# فرانسيس ريفيرا
فرانسيس ريفيرا (بالإنجليزية: Frances Rivera)‏ هي صحفية أمريكية، ولدت في 1970 في الفلبين.